# Trichosalpinx inquisiviensis
Trichosalpinx inquisiviensis är en orkidéart som först beskrevs av Carlyle August Luer och Roberto Vásquez, och fick sitt nu gällande namn av Carlyle August Luer. Trichosalpinx inquisiviensis ingår i släktet Trichosalpinx och familjen orkidéer. Inga underarter finns listade i Catalogue of Life.